# Prat del Roi
Prat del Roi és una partida rural a cavall dels termes municipals de Conca de Dalt, a l'antic terme de Toralla i Serradell, i de la Pobla de Segur, al Pallars Jussà, en territori que havia estat del poble de Toralla.
Està situada a la dreta del barranc de Mascarell, al vessant nord-oriental de la Muntanya de Santa Magdalena, a llevant de Sentinó i a ponent de Coma Pregona.

## Etimologia
Es tracta d'un topònim romànic descriptiu: es tracta del prat que pertanyia al Roi (Roig, en la forma pallaresa).